# Mistrovství Evropy v házené žen 2008
8. mistrovství Evropy v házené žen se konalo 2.12. až 14.12. 2008 v Makedonii.
Mistrovství se zúčastnilo 16 družstev, rozdělených do čtyř čtyřčlenných skupin. První tři týmy postoupili do dvou čtvrtfinálových skupin z nichž první dvě družstva hráli play off o medaile. Mistrem Evropy se stal tým Norska, který ve finále porazil tým Španělska. Třetí místo obsadil tým Ruska.

## Místo konání
| Skopje                        | Ochrid                       |
| ----------------------------- | ---------------------------- |
| Boris Trajkovski Sports Arena | Biljanini Izvori Sports Hall |
| Kapacita: 10 000              | Kapacita: 5 000              |
|                               |                              |

### Skupina A
| Poř. | tým      | Z | V | R | P | VB | OB | +/− | B | výsledek                 |
| ---- | -------- | - | - | - | - | -- | -- | --- | - | ------------------------ |
| 1.   | Rumunsko | 3 | 3 | 0 | 0 | 84 | 71 | +13 | 6 | postup do hlavní skupiny |
| 2.   | Dánsko   | 3 | 1 | 1 | 1 | 75 | 76 | −1  | 3 | postup do hlavní skupiny |
| 3.   | Maďarsko | 3 | 1 | 1 | 1 | 76 | 79 | −3  | 3 | postup do hlavní skupiny |
| 4.   | Francie  | 3 | 0 | 0 | 3 | 74 | 83 | −9  | 0 |                          |

| 3. prosince 18:15 | Maďarsko     | 21–27  | Rumunsko                    | Boris Trajkovski Sports Arena, Skopje Počet diváků: 1,000 Rozhodčí: Baranowski, Lemanowicz (POL) |
| 3. prosince 18:15 | Görbiczová 5 | Report | Lecușanu, Manea, Neaguová 5 | Boris Trajkovski Sports Arena, Skopje Počet diváků: 1,000 Rozhodčí: Baranowski, Lemanowicz (POL) |
| 3. prosince 18:15 |              |        |                             | Boris Trajkovski Sports Arena, Skopje Počet diváků: 1,000 Rozhodčí: Baranowski, Lemanowicz (POL) |

| 3. prosince 20:15 | Francie   | 23–24  | Dánsko    | Boris Trajkovski Sports Arena, Skopje Počet diváků: 800 Rozhodčí: Lindroos, Leandersson (FIN) |
| 3. prosince 20:15 | Spincer 6 | Report | Aaenová 7 | Boris Trajkovski Sports Arena, Skopje Počet diváků: 800 Rozhodčí: Lindroos, Leandersson (FIN) |
| 3. prosince 20:15 |           |        |           | Boris Trajkovski Sports Arena, Skopje Počet diváků: 800 Rozhodčí: Lindroos, Leandersson (FIN) |

| 5. prosince 18:15 | Rumunsko        | 30–25  | Francie          | Boris Trajkovski Sports Arena, Skopje Počet diváků: 700 Rozhodčí: Brunovský, Čanda (SVK) |
| 5. prosince 18:15 | Ardean-Elisei 8 | Report | Dembele, Limal 4 | Boris Trajkovski Sports Arena, Skopje Počet diváků: 700 Rozhodčí: Brunovský, Čanda (SVK) |
| 5. prosince 18:15 |                 |        |                  | Boris Trajkovski Sports Arena, Skopje Počet diváků: 700 Rozhodčí: Brunovský, Čanda (SVK) |

| 5. prosince 20:15 | Dánsko | 26–26  | Maďarsko      | Boris Trajkovski Sports Arena, Skopje Počet diváků: 1,000 Rozhodčí: Marić, Mašić (SRB) |
| 5. prosince 20:15 | Skov 6 | Report | Görbiczová 10 | Boris Trajkovski Sports Arena, Skopje Počet diváků: 1,000 Rozhodčí: Marić, Mašić (SRB) |
| 5. prosince 20:15 |        |        |               | Boris Trajkovski Sports Arena, Skopje Počet diváků: 1,000 Rozhodčí: Marić, Mašić (SRB) |

| 7. prosince 18:15 | Francie         | 26–29  | Maďarsko     | Boris Trajkovski Sports Arena, Skopje Počet diváků: 600 Rozhodčí: Andersen, Sødal (NOR) |
| 7. prosince 18:15 | Kamto N'jitam 7 | Report | Görbiczová 9 | Boris Trajkovski Sports Arena, Skopje Počet diváků: 600 Rozhodčí: Andersen, Sødal (NOR) |
| 7. prosince 18:15 |                 |        |              | Boris Trajkovski Sports Arena, Skopje Počet diváků: 600 Rozhodčí: Andersen, Sødal (NOR) |

| 7. prosince 20:15 | Dánsko         | 25–27  | Rumunsko   | Boris Trajkovski Sports Arena, Skopje Počet diváků: 1,000 Rozhodčí: Bol, van Eck (NED) |
| 7. prosince 20:15 | Møller, Skov 5 | Report | Lecușanu 9 | Boris Trajkovski Sports Arena, Skopje Počet diváků: 1,000 Rozhodčí: Bol, van Eck (NED) |
| 7. prosince 20:15 |                |        |            | Boris Trajkovski Sports Arena, Skopje Počet diváků: 1,000 Rozhodčí: Bol, van Eck (NED) |

### Skupina B
| Poř. | tým         | Z | V | R | P | VB | OB  | +/− | B | výsledek                 |
| ---- | ----------- | - | - | - | - | -- | --- | --- | - | ------------------------ |
| 1.   | Norsko      | 3 | 2 | 1 | 0 | 88 | 60  | +28 | 5 | postup do hlavní skupiny |
| 2.   | Španělsko   | 3 | 1 | 2 | 0 | 74 | 69  | +5  | 4 | postup do hlavní skupiny |
| 3.   | Ukrajina    | 3 | 1 | 1 | 1 | 82 | 81  | +1  | 3 | postup do hlavní skupiny |
| 4.   | Portugalsko | 3 | 0 | 0 | 3 | 67 | 101 | −34 | 0 |                          |

| 3. prosince 17:15 | Portugalsko | 24–38  | Ukrajina      | Biljanini Izvori Sports Hall, Ochrid Počet diváků: 500 Rozhodčí: Nikolovski, Kolevski (MKD) |
| 3. prosince 17:15 | Barbosa 9   | Report | Nikolayenko 9 | Biljanini Izvori Sports Hall, Ochrid Počet diváků: 500 Rozhodčí: Nikolovski, Kolevski (MKD) |
| 3. prosince 17:15 |             |        |               | Biljanini Izvori Sports Hall, Ochrid Počet diváků: 500 Rozhodčí: Nikolovski, Kolevski (MKD) |

| 3. prosince 19:15 | Norsko          | 21–21  | Španělsko | Biljanini Izvori Sports Hall, Ochrid Počet diváků: 1,000 Rozhodčí: Marić, Mašić (SRB) |
| 3. prosince 19:15 | Riegelhuthová 5 | Report | Mangué 6  | Biljanini Izvori Sports Hall, Ochrid Počet diváků: 1,000 Rozhodčí: Marić, Mašić (SRB) |
| 3. prosince 19:15 |                 |        |           | Biljanini Izvori Sports Hall, Ochrid Počet diváků: 1,000 Rozhodčí: Marić, Mašić (SRB) |

| 5. prosince 17:15 | Španělsko        | 29–24  | Portugalsko | Biljanini Izvori Sports Hall, Ochrid Počet diváků: 500 Rozhodčí: Leifsson, Pálsson (ISL) |
| 5. prosince 17:15 | Pinedo, Mangué 7 | Report | Barbosa 11  | Biljanini Izvori Sports Hall, Ochrid Počet diváků: 500 Rozhodčí: Leifsson, Pálsson (ISL) |
| 5. prosince 17:15 |                  |        |             | Biljanini Izvori Sports Hall, Ochrid Počet diváků: 500 Rozhodčí: Leifsson, Pálsson (ISL) |

| 5. prosince 19:15 | Ukrajina                 | 20–33  | Norsko   | Biljanini Izvori Sports Hall, Ochrid Počet diváků: 1,000 Rozhodčí: Bol, van Eck (NED) |
| 5. prosince 19:15 | Pidpalova, Nikolayenko 5 | Report | Larsen 7 | Biljanini Izvori Sports Hall, Ochrid Počet diváků: 1,000 Rozhodčí: Bol, van Eck (NED) |
| 5. prosince 19:15 |                          |        |          | Biljanini Izvori Sports Hall, Ochrid Počet diváků: 1,000 Rozhodčí: Bol, van Eck (NED) |

| 7. prosince 17:15 | Španělsko      | 24–24  | Ukrajina   | Biljanini Izvori Sports Hall, Ochrid Počet diváků: 1,000 Rozhodčí: Brunovský, Čanda (SVK) |
| 7. prosince 17:15 | Fernándezová 7 | Report | Shymkute 8 | Biljanini Izvori Sports Hall, Ochrid Počet diváků: 1,000 Rozhodčí: Brunovský, Čanda (SVK) |
| 7. prosince 17:15 |                |        |            | Biljanini Izvori Sports Hall, Ochrid Počet diváků: 1,000 Rozhodčí: Brunovský, Čanda (SVK) |

| 7. prosince 19:15 | Norsko          | 34–19  | Portugalsko | Biljanini Izvori Sports Hall, Ochrid Počet diváků: 1,200 Rozhodčí: Lindroos, Leandersson (FIN) |
| 7. prosince 19:15 | Riegelhuthová 9 | Report | Barbosa 6   | Biljanini Izvori Sports Hall, Ochrid Počet diváků: 1,200 Rozhodčí: Lindroos, Leandersson (FIN) |
| 7. prosince 19:15 |                 |        |             | Biljanini Izvori Sports Hall, Ochrid Počet diváků: 1,200 Rozhodčí: Lindroos, Leandersson (FIN) |

### Skupina C
| Poř. | tým       | Z | V | R | P | VB | OB | +/− | B | výsledek                 |
| ---- | --------- | - | - | - | - | -- | -- | --- | - | ------------------------ |
| 1.   | Rusko     | 3 | 2 | 1 | 0 | 79 | 66 | +13 | 5 | postup do hlavní skupiny |
| 2.   | Švédsko   | 3 | 1 | 2 | 0 | 64 | 50 | +14 | 4 | postup do hlavní skupiny |
| 3.   | Bělorusko | 3 | 1 | 1 | 1 | 77 | 71 | +6  | 3 | postup do hlavní skupiny |
| 4.   | Rakousko  | 3 | 0 | 0 | 3 | 53 | 86 | −33 | 0 |                          |

| 2. prosince 18:15 | Švédsko         | 21–21  | Bělorusko     | Biljanini Izvori Sports Hall, Ochrid Počet diváků: 1,000 Rozhodčí: Bol, van Eck (NED) |
| 2. prosince 18:15 | Ahlm, Utković 4 | (13–7) | Kurchankova 6 | Biljanini Izvori Sports Hall, Ochrid Počet diváků: 1,000 Rozhodčí: Bol, van Eck (NED) |
| 2. prosince 18:15 | Report          |        |               | Biljanini Izvori Sports Hall, Ochrid Počet diváků: 1,000 Rozhodčí: Bol, van Eck (NED) |

| 2. prosince 20:15 | Rusko           | 31–22   | Rakousko | Biljanini Izvori Sports Hall, Ochrid Počet diváků: 1,000 Rozhodčí: Leifsson, Pálsson (ISL) |
| 2. prosince 20:15 | three players 5 | (13–10) | Engel 8  | Biljanini Izvori Sports Hall, Ochrid Počet diváků: 1,000 Rozhodčí: Leifsson, Pálsson (ISL) |
| 2. prosince 20:15 | 2× 3×           | Report  | 2× 4×    | Biljanini Izvori Sports Hall, Ochrid Počet diváků: 1,000 Rozhodčí: Leifsson, Pálsson (ISL) |

| 4. prosince 18:15 | Rakousko | 10–24  | Švédsko | Biljanini Izvori Sports Hall, Ochrid Počet diváků: 500 Rozhodčí: Rakytina, Tkachuk (UKR) |
| 4. prosince 18:15 | Engel 4  | (5–11) | Ahlm 5  | Biljanini Izvori Sports Hall, Ochrid Počet diváků: 500 Rozhodčí: Rakytina, Tkachuk (UKR) |
| 4. prosince 18:15 | Report   |        |         | Biljanini Izvori Sports Hall, Ochrid Počet diváků: 500 Rozhodčí: Rakytina, Tkachuk (UKR) |

| 4. prosince 20:15 | Bělorusko  | 25–29   | Rusko           | Biljanini Izvori Sports Hall, Ochrid Počet diváků: 700 Rozhodčí: Baranowski, Lemanowicz (POL) |
| 4. prosince 20:15 | Mahilina 5 | (12–18) | three players 4 | Biljanini Izvori Sports Hall, Ochrid Počet diváků: 700 Rozhodčí: Baranowski, Lemanowicz (POL) |
| 4. prosince 20:15 | 5× 3× 1×   | Report  | 4× 3×           | Biljanini Izvori Sports Hall, Ochrid Počet diváků: 700 Rozhodčí: Baranowski, Lemanowicz (POL) |

| 6. prosince 18:15 | Rusko      | 19–19   | Švédsko | Biljanini Izvori Sports Hall, Ochrid Počet diváků: 1,500 Rozhodčí: Dobrovits, Tájok (HUN) |
| 6. prosince 18:15 | Polenova 4 | (12–18) | Ahlm 6  | Biljanini Izvori Sports Hall, Ochrid Počet diváků: 1,500 Rozhodčí: Dobrovits, Tájok (HUN) |
| 6. prosince 18:15 | 2× 4×      | Report  | 1× 2×   | Biljanini Izvori Sports Hall, Ochrid Počet diváků: 1,500 Rozhodčí: Dobrovits, Tájok (HUN) |

| 6. prosince 20:15 | Rakousko   | 21–31   | Bělorusko  | Biljanini Izvori Sports Hall, Ochrid Počet diváků: 800 Rozhodčí: Nikolovski, Kolevski (MKD) |
| 6. prosince 20:15 | Aćimović 7 | (12–14) | Mahilina 6 | Biljanini Izvori Sports Hall, Ochrid Počet diváků: 800 Rozhodčí: Nikolovski, Kolevski (MKD) |
| 6. prosince 20:15 | Report     |         |            | Biljanini Izvori Sports Hall, Ochrid Počet diváků: 800 Rozhodčí: Nikolovski, Kolevski (MKD) |

### Skupina D
| Poř. | tým               | Z | V | R | P | VB | OB | +/− | B | výsledek                 |
| ---- | ----------------- | - | - | - | - | -- | -- | --- | - | ------------------------ |
| 1.   | Německo           | 3 | 3 | 0 | 0 | 89 | 80 | +9  | 6 | postup do hlavní skupiny |
| 2.   | Severní Makedonie | 3 | 2 | 0 | 1 | 84 | 84 | 0   | 4 | postup do hlavní skupiny |
| 3.   | Chorvatsko        | 3 | 1 | 0 | 2 | 86 | 89 | −3  | 2 | postup do hlavní skupiny |
| 4.   | Srbsko            | 3 | 0 | 0 | 3 | 87 | 93 | −6  | 0 |                          |

| 2. prosince 17:45 | Chorvatsko         | 30–26  | Srbsko     | Boris Trajkovski Sports Arena, Skopje Počet diváků: 2,000 Rozhodčí: Andersen, Sødal (NOR) |
| 2. prosince 17:45 | Golubić, Penezić 7 | Report | Lekićová 9 | Boris Trajkovski Sports Arena, Skopje Počet diváků: 2,000 Rozhodčí: Andersen, Sødal (NOR) |
| 2. prosince 17:45 |                    |        |            | Boris Trajkovski Sports Arena, Skopje Počet diváků: 2,000 Rozhodčí: Andersen, Sødal (NOR) |

| 2. prosince 20:15 | Německo   | 25–22  | Severní Makedonie | Boris Trajkovski Sports Arena, Skopje Počet diváků: 4,500 Rozhodčí: Brunovský, Čanda (SVK) |
| 2. prosince 20:15 | Krause 11 | Report | Portjanko 8       | Boris Trajkovski Sports Arena, Skopje Počet diváků: 4,500 Rozhodčí: Brunovský, Čanda (SVK) |
| 2. prosince 20:15 |           |        |                   | Boris Trajkovski Sports Arena, Skopje Počet diváků: 4,500 Rozhodčí: Brunovský, Čanda (SVK) |

| 4. prosince 18:15 | Srbsko     | 31–32  | Německo  | Boris Trajkovski Sports Arena, Skopje Počet diváků: 3,500 Rozhodčí: Lindroos, Leandersson (FIN) |
| 4. prosince 18:15 | Lekićová 8 | Report | Jurack 8 | Boris Trajkovski Sports Arena, Skopje Počet diváků: 3,500 Rozhodčí: Lindroos, Leandersson (FIN) |
| 4. prosince 18:15 |            |        |          | Boris Trajkovski Sports Arena, Skopje Počet diváků: 3,500 Rozhodčí: Lindroos, Leandersson (FIN) |

| 4. prosince 20:15 | Severní Makedonie    | 31–29  | Chorvatsko | Boris Trajkovski Sports Arena, Skopje Počet diváků: 6,000 Rozhodčí: Dobrovits, Tájok (HUN) |
| 4. prosince 20:15 | Kresoja, Portjanko 8 | Report | Franić 7   | Boris Trajkovski Sports Arena, Skopje Počet diváků: 6,000 Rozhodčí: Dobrovits, Tájok (HUN) |
| 4. prosince 20:15 |                      |        |            | Boris Trajkovski Sports Arena, Skopje Počet diváků: 6,000 Rozhodčí: Dobrovits, Tájok (HUN) |

| 6. prosince 18:15 | Německo   | 32–27  | Chorvatsko   | Boris Trajkovski Sports Arena, Skopje Počet diváků: 1,000 Rozhodčí: Rakytina, Tkachuk (UKR) |
| 6. prosince 18:15 | Walzik 10 | Report | Arslanagić 8 | Boris Trajkovski Sports Arena, Skopje Počet diváků: 1,000 Rozhodčí: Rakytina, Tkachuk (UKR) |
| 6. prosince 18:15 |           |        |              | Boris Trajkovski Sports Arena, Skopje Počet diváků: 1,000 Rozhodčí: Rakytina, Tkachuk (UKR) |

| 6. prosince 20:15 | Severní Makedonie | 31–30  | Srbsko     | Boris Trajkovski Sports Arena, Skopje Počet diváků: 6,000 Rozhodčí: Baranowski, Lemanowicz (POL) |
| 6. prosince 20:15 | Todorovska 8      | Report | Lekićová 7 | Boris Trajkovski Sports Arena, Skopje Počet diváků: 6,000 Rozhodčí: Baranowski, Lemanowicz (POL) |
| 6. prosince 20:15 |                   |        |            | Boris Trajkovski Sports Arena, Skopje Počet diváků: 6,000 Rozhodčí: Baranowski, Lemanowicz (POL) |

### Skupina 1
| Poř. | tým       | Z | V | R | P | VB  | OB  | +/− | B | výsledek             |
| ---- | --------- | - | - | - | - | --- | --- | --- | - | -------------------- |
| 1.   | Norsko    | 5 | 4 | 1 | 0 | 156 | 111 | +45 | 9 | postup do semifinále |
| 2.   | Španělsko | 5 | 2 | 2 | 1 | 117 | 110 | +7  | 6 | postup do semifinále |
| 3.   | Rumunsko  | 5 | 3 | 0 | 2 | 143 | 141 | +2  | 6 | o 5. místo           |
| 4.   | Maďarsko  | 5 | 1 | 1 | 3 | 114 | 134 | −20 | 3 |                      |
| 5.   | Ukrajina  | 5 | 1 | 1 | 3 | 130 | 148 | −18 | 3 |                      |
| 6.   | Dánsko    | 5 | 1 | 1 | 3 | 121 | 137 | −16 | 3 |                      |

| 9. prosince 16:15 | Maďarsko      | 26–24  | Ukrajina    | Biljanini Izvori Sports Hall, Ochrid Počet diváků: 700 Rozhodčí: Nikolovski, Kolevski (MKD) |
| 9. prosince 16:15 | Görbiczová 10 | Report | Shymkute 11 | Biljanini Izvori Sports Hall, Ochrid Počet diváků: 700 Rozhodčí: Nikolovski, Kolevski (MKD) |
| 9. prosince 16:15 |               |        |             | Biljanini Izvori Sports Hall, Ochrid Počet diváků: 700 Rozhodčí: Nikolovski, Kolevski (MKD) |

| 9. prosince 18:15 | Rumunsko        | 18–26  | Španělsko | Biljanini Izvori Sports Hall, Ochrid Počet diváků: 1,100 Rozhodčí: Lindroos, Leandersson (FIN) |
| 9. prosince 18:15 | Ardean-Elisei 7 | Report | Aguilar 6 | Biljanini Izvori Sports Hall, Ochrid Počet diváků: 1,100 Rozhodčí: Lindroos, Leandersson (FIN) |
| 9. prosince 18:15 |                 |        |           | Biljanini Izvori Sports Hall, Ochrid Počet diváků: 1,100 Rozhodčí: Lindroos, Leandersson (FIN) |

| 9. prosince 20:15 | Dánsko     | 19–31  | Norsko          | Biljanini Izvori Sports Hall, Ochrid Počet diváků: 1,500 Rozhodčí: Marić, Mašić (SRB) |
| 9. prosince 20:15 | Troelsen 5 | Report | Riegelhuthová 9 | Biljanini Izvori Sports Hall, Ochrid Počet diváků: 1,500 Rozhodčí: Marić, Mašić (SRB) |
| 9. prosince 20:15 |            |        |                 | Biljanini Izvori Sports Hall, Ochrid Počet diváků: 1,500 Rozhodčí: Marić, Mašić (SRB) |

| 10. prosince 16:15 | Rumunsko    | 40–32  | Ukrajina     | Biljanini Izvori Sports Hall, Ochrid Počet diváků: 700 Rozhodčí: Baranowski, Lemanowicz (POL) |
| 10. prosince 16:15 | Lecusanu 10 | Report | Pidpalova 11 | Biljanini Izvori Sports Hall, Ochrid Počet diváků: 700 Rozhodčí: Baranowski, Lemanowicz (POL) |
| 10. prosince 16:15 |             |        |              | Biljanini Izvori Sports Hall, Ochrid Počet diváků: 700 Rozhodčí: Baranowski, Lemanowicz (POL) |

| 10. prosince 18:15 | Maďarsko           | 20–34  | Norsko  | Biljanini Izvori Sports Hall, Ochrid Počet diváků: 1,000 Rozhodčí: Lindroos, Leandersson (FIN) |
| 10. prosince 18:15 | Bulath, Sopronyi 4 | Report | Lunde 7 | Biljanini Izvori Sports Hall, Ochrid Počet diváků: 1,000 Rozhodčí: Lindroos, Leandersson (FIN) |
| 10. prosince 18:15 |                    |        |         | Biljanini Izvori Sports Hall, Ochrid Počet diváků: 1,000 Rozhodčí: Lindroos, Leandersson (FIN) |

| 10. prosince 20:15 | Dánsko    | 26–23  | Španělsko | Biljanini Izvori Sports Hall, Ochrid Počet diváků: 700 Rozhodčí: Nikolovski, Kolevski (MKD) |
| 10. prosince 20:15 | Aaenová 8 | Report | Mangué 10 | Biljanini Izvori Sports Hall, Ochrid Počet diváků: 700 Rozhodčí: Nikolovski, Kolevski (MKD) |
| 10. prosince 20:15 |           |        |           | Biljanini Izvori Sports Hall, Ochrid Počet diváků: 700 Rozhodčí: Nikolovski, Kolevski (MKD) |

| 11. prosince 16:15 | Maďarsko             | 21–23  | Španělsko | Biljanini Izvori Sports Hall, Ochrid Počet diváků: 1,100 Rozhodčí: Brunovský, Čanda (SVK) |
| 11. prosince 16:15 | Görbiczová, Vérten 4 | Report | Mangué 7  | Biljanini Izvori Sports Hall, Ochrid Počet diváků: 1,100 Rozhodčí: Brunovský, Čanda (SVK) |
| 11. prosince 16:15 |                      |        |           | Biljanini Izvori Sports Hall, Ochrid Počet diváků: 1,100 Rozhodčí: Brunovský, Čanda (SVK) |

| 11. prosince 18:15 | Dánsko | 25–30  | Ukrajina               | Biljanini Izvori Sports Hall, Ochrid Počet diváků: 1,200 Rozhodčí: Marić, Mašić (SRB) |
| 11. prosince 18:15 | Skov 6 | Report | Managarova, Sheyenko 6 | Biljanini Izvori Sports Hall, Ochrid Počet diváků: 1,200 Rozhodčí: Marić, Mašić (SRB) |
| 11. prosince 18:15 |        |        |                        | Biljanini Izvori Sports Hall, Ochrid Počet diváků: 1,200 Rozhodčí: Marić, Mašić (SRB) |

| 11. prosince 20:15 | Rumunsko   | 31–37  | Norsko          | Biljanini Izvori Sports Hall, Ochrid Počet diváků: 1,500 Rozhodčí: Baranowski, Lemanowicz (POL) |
| 11. prosince 20:15 | Neaguová 7 | Report | Riegelhuthová 7 | Biljanini Izvori Sports Hall, Ochrid Počet diváků: 1,500 Rozhodčí: Baranowski, Lemanowicz (POL) |
| 11. prosince 20:15 |            |        |                 | Biljanini Izvori Sports Hall, Ochrid Počet diváků: 1,500 Rozhodčí: Baranowski, Lemanowicz (POL) |

### Skupina 2
| Poř. | tým               | Z | V | R | P | VB  | OB  | +/− | B | výsledek             |
| ---- | ----------------- | - | - | - | - | --- | --- | --- | - | -------------------- |
| 1.   | Německo           | 5 | 4 | 1 | 0 | 145 | 121 | +24 | 9 | postup do semifinále |
| 2.   | Rusko             | 5 | 3 | 1 | 1 | 137 | 116 | +21 | 7 | postup do semifinále |
| 3.   | Chorvatsko        | 5 | 2 | 0 | 3 | 149 | 146 | +3  | 4 | o 5. místo           |
| 4.   | Severní Makedonie | 5 | 2 | 0 | 3 | 129 | 145 | −16 | 4 |                      |
| 5.   | Švédsko           | 5 | 1 | 2 | 2 | 110 | 125 | −15 | 4 |                      |
| 6.   | Bělorusko         | 5 | 0 | 2 | 3 | 133 | 150 | −17 | 2 |                      |

| 8. prosince 16:15 | Bělorusko     | 35–43  | Chorvatsko | Boris Trajkovski Sports Arena, Skopje Počet diváků: 600 Rozhodčí: Rakytina, Tkachuk (UKR) |
| 8. prosince 16:15 | Platanovich 9 | Report | Golubić 12 | Boris Trajkovski Sports Arena, Skopje Počet diváků: 600 Rozhodčí: Rakytina, Tkachuk (UKR) |
| 8. prosince 16:15 |               |        |            | Boris Trajkovski Sports Arena, Skopje Počet diváků: 600 Rozhodčí: Rakytina, Tkachuk (UKR) |

| 8. prosince 18:15 | Švédsko | 22–33  | Německo   | Boris Trajkovski Sports Arena, Skopje Počet diváků: 2,000 Rozhodčí: Dobrovits, Tájok (HUN) |
| 8. prosince 18:15 | Boson 6 | Report | Jurack 10 | Boris Trajkovski Sports Arena, Skopje Počet diváků: 2,000 Rozhodčí: Dobrovits, Tájok (HUN) |
| 8. prosince 18:15 |         |        |           | Boris Trajkovski Sports Arena, Skopje Počet diváků: 2,000 Rozhodčí: Dobrovits, Tájok (HUN) |

| 8. prosince 20:15 | Rusko    | 43–24   | Severní Makedonie | Boris Trajkovski Sports Arena, Skopje Počet diváků: 6,000 Rozhodčí: Andersen, Sødal (NOR) |
| 8. prosince 20:15 | Levina 7 | (15–12) | Todorovska 5      | Boris Trajkovski Sports Arena, Skopje Počet diváků: 6,000 Rozhodčí: Andersen, Sødal (NOR) |
| 8. prosince 20:15 | 4× 2×    | Report  | 3× 4×             | Boris Trajkovski Sports Arena, Skopje Počet diváků: 6,000 Rozhodčí: Andersen, Sødal (NOR) |

| 10. prosince 16:15 | Rusko      | 24–21   | Chorvatsko | Boris Trajkovski Sports Arena, Skopje Počet diváků: 500 Rozhodčí: Leifsson, Pálsson (ISL) |
| 10. prosince 16:15 | Khmyrova 5 | (11–10) | Franić 8   | Boris Trajkovski Sports Arena, Skopje Počet diváků: 500 Rozhodčí: Leifsson, Pálsson (ISL) |
| 10. prosince 16:15 | 3× 1×      | Report  | 3×         | Boris Trajkovski Sports Arena, Skopje Počet diváků: 500 Rozhodčí: Leifsson, Pálsson (ISL) |

| 10. prosince 18:15 | Švédsko | 24–23  | Severní Makedonie | Boris Trajkovski Sports Arena, Skopje Počet diváků: 6,000 Rozhodčí: Brunovský, Čanda (SVK) |
| 10. prosince 18:15 | Ahlm 8  | Report | Todorovska 10     | Boris Trajkovski Sports Arena, Skopje Počet diváků: 6,000 Rozhodčí: Brunovský, Čanda (SVK) |
| 10. prosince 18:15 |         |        |                   | Boris Trajkovski Sports Arena, Skopje Počet diváků: 6,000 Rozhodčí: Brunovský, Čanda (SVK) |

| 10. prosince 20:15 | Bělorusko     | 28–28  | Německo   | Boris Trajkovski Sports Arena, Skopje Počet diváků: 200 Rozhodčí: Bol, van Eck (NED) |
| 10. prosince 20:15 | Kurchankova 8 | Report | Neukamp 6 | Boris Trajkovski Sports Arena, Skopje Počet diváků: 200 Rozhodčí: Bol, van Eck (NED) |
| 10. prosince 20:15 |               |        |           | Boris Trajkovski Sports Arena, Skopje Počet diváků: 200 Rozhodčí: Bol, van Eck (NED) |

| 11. prosince 16:15 | Švédsko    | 24–29  | Chorvatsko   | Boris Trajkovski Sports Arena, Skopje Počet diváků: 300 Rozhodčí: Bol, van Eck (NED) |
| 11. prosince 16:15 | Flognman 4 | Report | Arslanagić 7 | Boris Trajkovski Sports Arena, Skopje Počet diváků: 300 Rozhodčí: Bol, van Eck (NED) |
| 11. prosince 16:15 |            |        |              | Boris Trajkovski Sports Arena, Skopje Počet diváků: 300 Rozhodčí: Bol, van Eck (NED) |

| 11. prosince 18:15 | Rusko             | 22–27   | Německo           | Boris Trajkovski Sports Arena, Skopje Počet diváků: 1,000 Rozhodčí: Leifsson, Pálsson (ISL) |
| 11. prosince 18:15 | Khmyrova, Turey 6 | (12–14) | Jurack, Loerper 7 | Boris Trajkovski Sports Arena, Skopje Počet diváků: 1,000 Rozhodčí: Leifsson, Pálsson (ISL) |
| 11. prosince 18:15 | 2×                | Report  | 2×                | Boris Trajkovski Sports Arena, Skopje Počet diváků: 1,000 Rozhodčí: Leifsson, Pálsson (ISL) |

| 11. prosince 20:15 | Bělorusko       | 24–29  | Severní Makedonie | Boris Trajkovski Sports Arena, Skopje Počet diváků: 6,000 Rozhodčí: Dobrovits, Tájok (HUN) |
| 11. prosince 20:15 | Artsiukhovich 5 | Report | Todorovska 7      | Boris Trajkovski Sports Arena, Skopje Počet diváků: 6,000 Rozhodčí: Dobrovits, Tájok (HUN) |
| 11. prosince 20:15 |                 |        |                   | Boris Trajkovski Sports Arena, Skopje Počet diváků: 6,000 Rozhodčí: Dobrovits, Tájok (HUN) |

### o 5. místo
| 13. prosince 11:30 | Rumunsko               | 36–33(PR) | Chorvatsko           | Boris Trajkovski Sports Arena, Skopje Počet diváků: 500 Rozhodčí: Leifsson, Pálsson (ISL) |
| 13. prosince 11:30 | Amariei 7              | (17–15)   | Arslanagić, Horvat 7 | Boris Trajkovski Sports Arena, Skopje Počet diváků: 500 Rozhodčí: Leifsson, Pálsson (ISL) |
| 13. prosince 11:30 | 3× 2×                  | Report    | 1× 3×                | Boris Trajkovski Sports Arena, Skopje Počet diváků: 500 Rozhodčí: Leifsson, Pálsson (ISL) |
| 13. prosince 11:30 | ZČ: 29–29, Prodl.: 7–4 |           |                      | Boris Trajkovski Sports Arena, Skopje Počet diváků: 500 Rozhodčí: Leifsson, Pálsson (ISL) |

### Semifinále
| 13. prosince 14:00 | Španělsko   | 32–29   | Německo  | Boris Trajkovski Sports Arena, Skopje Počet diváků: 1,000 Rozhodčí: Andersen, Sødal (NOR) |
| 13. prosince 14:00 | Garmendia 8 | (12–13) | Jurack 9 | Boris Trajkovski Sports Arena, Skopje Počet diváků: 1,000 Rozhodčí: Andersen, Sødal (NOR) |
| 13. prosince 14:00 | 4× 3×       | Report  | 1× 3×    | Boris Trajkovski Sports Arena, Skopje Počet diváků: 1,000 Rozhodčí: Andersen, Sødal (NOR) |

| 13. prosince 16:30 | Norsko          | 24–18  | Rusko                  | Boris Trajkovski Sports Arena, Skopje Počet diváků: 1,800 Rozhodčí: Brunovský, Čanda (SVK) |
| 13. prosince 16:30 | Riegelhuthová 5 | (12–7) | Poltoratskaya, Turey 4 | Boris Trajkovski Sports Arena, Skopje Počet diváků: 1,800 Rozhodčí: Brunovský, Čanda (SVK) |
| 13. prosince 16:30 | 3×              | Report | 3×                     | Boris Trajkovski Sports Arena, Skopje Počet diváků: 1,800 Rozhodčí: Brunovský, Čanda (SVK) |

### o 3. místo
| 14. prosince 14:00 | Rusko           | 24–21   | Německo   | Boris Trajkovski Sports Arena, Skopje Počet diváků: 2,300 Rozhodčí: Dobrovits, Tájok (HUN) |
| 14. prosince 14:00 | Poltoratskaya 8 | (17–11) | Melbeck 6 | Boris Trajkovski Sports Arena, Skopje Počet diváků: 2,300 Rozhodčí: Dobrovits, Tájok (HUN) |
| 14. prosince 14:00 | 2× 4×           | Report  | 1× 2×     | Boris Trajkovski Sports Arena, Skopje Počet diváků: 2,300 Rozhodčí: Dobrovits, Tájok (HUN) |

### Finále
| 14. prosince 16:30 | Norsko     | 34–21   | Španělsko           | Boris Trajkovski Sports Arena, Skopje Počet diváků: 5,000 Rozhodčí: Rakytina, Tkachuk (UKR) |
| 14. prosince 16:30 | Nøstvold 7 | (13–12) | Fernández, Mangué 4 | Boris Trajkovski Sports Arena, Skopje Počet diváků: 5,000 Rozhodčí: Rakytina, Tkachuk (UKR) |
| 14. prosince 16:30 | 2× 3×      | Report  | 4×                  | Boris Trajkovski Sports Arena, Skopje Počet diváků: 5,000 Rozhodčí: Rakytina, Tkachuk (UKR) |

## Konečné pořadí
|    | Norsko            |
|    | Španělsko         |
|    | Rusko             |
| 4  | Německo           |
| 5  | Rumunsko          |
| 6  | Chorvatsko        |
| 7  | Severní Makedonie |
| 8  | Maďarsko          |
| 9  | Švédsko           |
| 10 | Ukrajina          |
| 11 | Dánsko            |
| 12 | Bělorusko         |
| 13 | Srbsko            |
| 14 | Francie           |
| 15 | Rakousko          |
| 16 | Portugalsko       |